# Viktors Lorencs
Viktors Klāvs Lorencs (russisch Виктор Клавс Лоренц; * 30. Juli 1927 in Riga; † 26. Januar 1992 ebenda) war ein lettischer Drehbuchautor und Schauspieler.

## Leben
Viktors Lorencs wurde 1927 als Sohn des Politikers Klāvs Lorencs (1885–1975) und der Lehrerin Olga Lorencs (1886–1951) in Riga geboren. Er hatte eine ältere Schwester (* 1924). Während des Zweiten Weltkriegs kämpfte er in der Lettischen Legion; nach der Kapitulation der deutschen Verbände war er im Prüf- und Filtrationslager in Komsomolsk am Amur interniert. Lorencs überlebte die Haft und konnte 1946 nach Lettland zurückkehren, wo er die Schule abschloss. Danach schrieb er für die Zeitschrift Pionieris und begann später ein Studium an der juristischen Fakultät der Latvijas Valsts Universitāte (LVU). Als sein Vater im Januar 1951 wegen angeblicher „antisowjetischer Aktivitäten“ verhaftet und nach Taischet deportiert wurde (Amnestie 1955), verlor auch Lorencs seine Stelle bei der Zeitschrift und wurde von der Universität exmatrikuliert. Ab 1953 schrieb er für die Zeitung Darba Balss. Von 1954 bis 1961 absolvierte Lorencs ein Studium zum Drehbuchautor am Staatlichen Institut für Kinematographie in Moskau.
Ab 1962 war Lorencs als freiberuflicher Autor in der Drehbuchredaktion des Kinostudios Riga tätig. In seinem Drehbuch Akmens un šķembas über drei Freunde, die während des Zweiten Weltkrieges in der Lettischen Legion dienten, verarbeitete Lorencs seine eigenen Kriegserlebnisse. Das Drehbuch wurde 1967 von Regisseur Rolands Kalnins filmisch umgesetzt, der später auch weitere Drehbücher von Lorencs verfilmte. Lorencs' Drehbuchadaption von C. P. Snows Roman Mord unterm Segel wurde 1976 von Ada Neretniece als Nāve zem bura verfilmt.
Parallel trat Lorencs auch immer wieder als Schauspieler in Erscheinung. 1959 war er erstmals in einer kleinen Nebenrolle in Sergei Bondartschuks Antikriegsfilm Ein Menschenschicksal zu sehen. 1975 verkörperte Lorencs in Kaljo Kiisks Filmbiografie Der rote Geiger die Hauptrolle des estnischen Violinisten Eduard Sõrmus. In Elem Klimows vielbeachtetem Antikriegsfilm Komm und sieh (1985) spielte Lorencs einen an Oskar Dirlewanger angelehnten Sturmbannführer, dessen Truppen während der deutschen Besetzung Weißrusslands grausame Massaker an der Zivilbevölkerung durchführen.
Er starb Ende Januar 1992 in seiner Geburtsstadt Riga im Alter von 64 Jahren. Lorencs war dreimal verheiratet und Vater einer Tochter und zweier Söhne.

## Filmografie (Auswahl)
Drehbuchautor
- 1960: Mana Rīga
- 1961: Modes mainās
- 1962: Purvi atkāpjas
- 1963: Vilkači
- 1965: Spriedums
- 1966: Tronheima – Gēteborga
- 1967: Akmens un šķembas (Я все помню, Ричард)
- 1968: Hullumeelsus (Безумие)
- 1969: Esiet sveicināti Latvijā !
- 1970: Zemes saimnieki
- 1972: Ceplis (Афера Цеплиса)
- 1972: Egle rudzu laukā (Ель во ржи)
- 1974: Dziesma
- 1975: Četri pavasari (Четыре весны)
- 1976: Nāve zem buras (Смерть под парусом)
- 1980: Saruna ar karalieni (Разговор с королевой; Dokumentarfilm)
- 1983: Šāviens mežā
- 1987: Wenn wir das alles ertragen (Ja mēs visu to pārcietīsim / Если мы все это перенесем...)
- 1989: Zītaru dzimta (Семья Зитаров)

Schauspieler
- 1959: Ein Menschenschicksal (Судьба человека)
- 1975: Der rote Geiger (Красная скрипка)
- 1977: Die Tür zum Balkon (Эта опасная дверь на балкон)
- 1978: Rallye (Ралли)
- 1981: Alarm an der Küste (Право на выстрел)
- 1985: Komm und sieh (Иди и смотри)